# ヴァレンティナ・ヴァルガス
ヴァレンティナ・ヴァルガス（西: Valentina Vargas、1964年12月31日 - ）は、チリ出身の女優。

## 来歴
サンティアゴ出身。母語のスペイン語に加えて英語とフランス語に堪能。
1986年の『薔薇の名前』でショーン・コネリーやF・マーリー・エイブラハム等と共演して、注目される。
現在は国際派女優として、主にフランスの映画やテレビで活躍している。

## 主な出演作品
| 公開年 | 邦題 原題                                            | 役名                   | 備考       |
| ------ | ---------------------------------------------------- | ---------------------- | ---------- |
| 1986   | 薔薇の名前 Der Name der Rose                         | 少女                   |            |
| 1988   | グラン・ブルー Le Grand bleu                         | ボニータ               |            |
| 1989   | ダーティ・ゲーム Dirty Games                         | ニコラ・ケンドラ       |            |
| 1989   | ストリート・オブ・ノー・リターン Street of No Return | セリア                 |            |
| 1996   | ヘルレイザー4 Hellraiser: Bloodline                  | アンジェリーク         |            |
| 1999   | ザ・リミット Southern Cross                          | マリアナ・フロレス     | 劇場未公開 |
| 2002   | ブラッディ・マロリー Bloody Mallory                  | レディ・ヴァレンタイン |            |
| 2011   | フェイシズ Faces in the Crowd                        | ニーナ                 |            |